# Fábrica Imperial de Porcelana de San Petersburgo

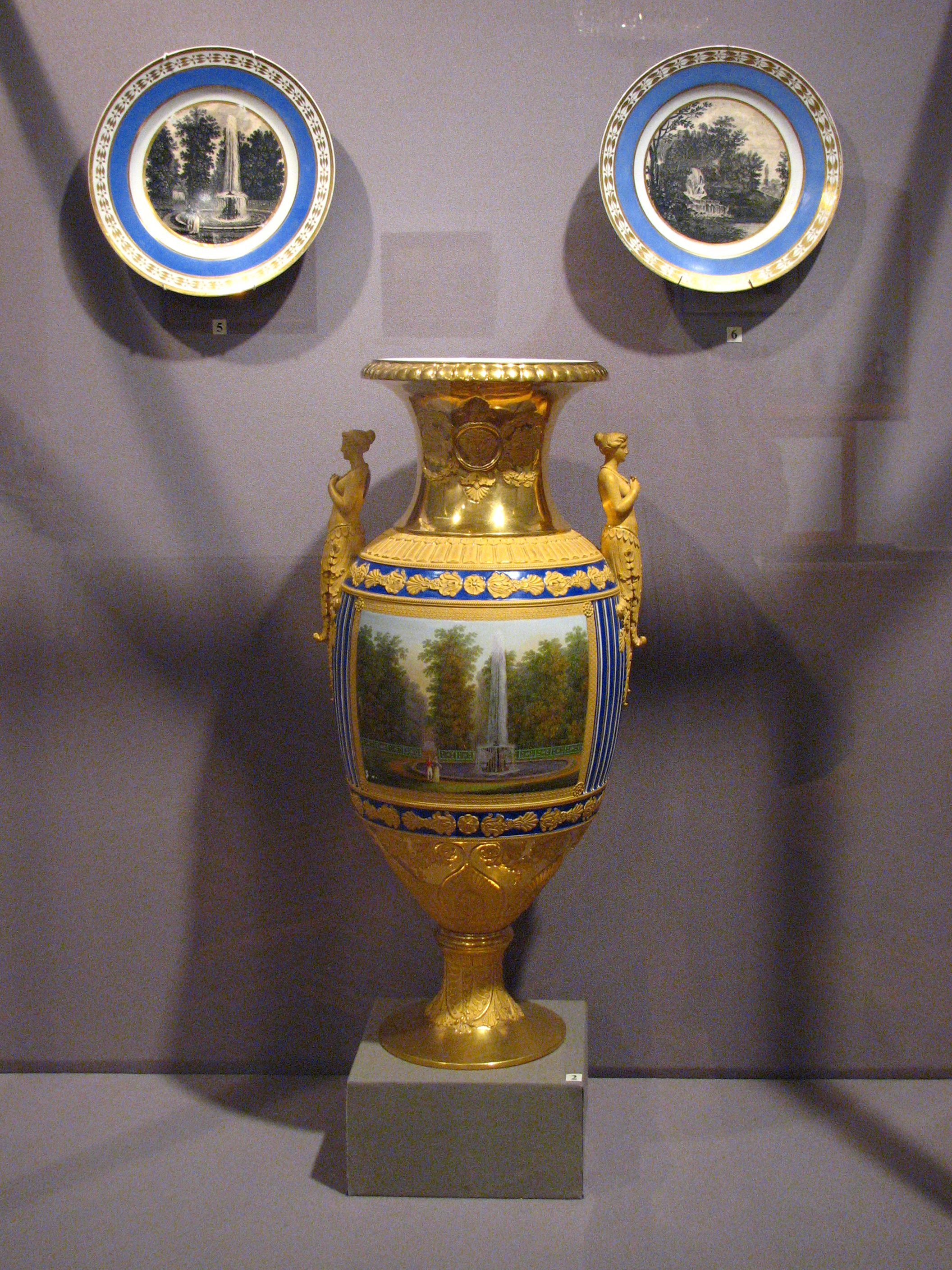
Piezas de la Fábrica Imperial. El vaso del centro está decorado con la imagen de una fuente del jardín de Peterhof

La Fábrica Imperial de Porcelana (en ruso: Императорский Фарфоровый Завод, romanización Imperátorski Farfórovy Zavod) es un taller de porcelana fundado en San Petersburgo en 1744 por el químico Dmitri Vinográdov bajo el patrocinio de la zarina Isabel I. Se la conoce también como Fábrica de Porcelana Lomonósov.

## Historia

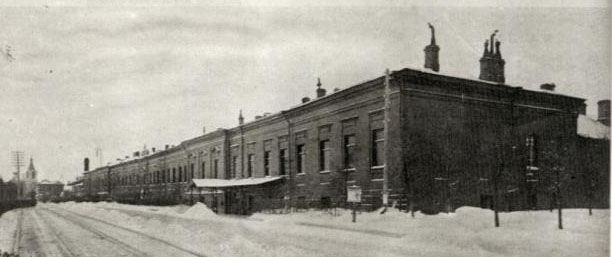
La Fábrica Imperial de Porcelana en 1904

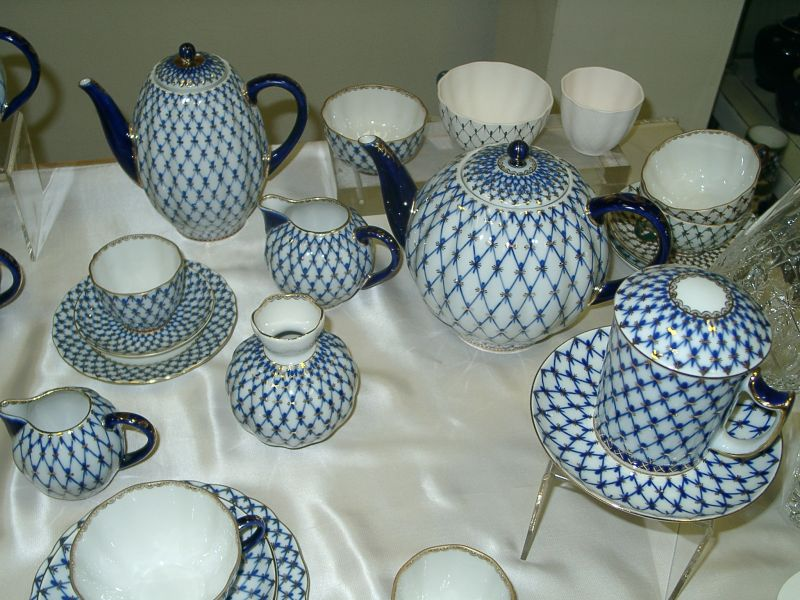
El enrejado de cobalto, el estilo más representativo de la porcelana posrevolucionaria de San Petersburgo

Fue fundada en 1744 a instancias del barón Iván Cherkásov y por orden de la emperatriz Isabel I para elaborar porcelana exclusivamente para la corte imperial. Su primer arcanista fue Christoph Conrad Hunger, que había trabajado en las fábricas de porcelana de Meissen y Viena. A este sucedió en 1747 un arcanista ruso y, en 1762, tomó las riendas de la fábrica Joseph Rachette, formado en Viena, bajo cuya batuta se elaboraron las primeras piezas de verdadera calidad. Su producción inicial era de estilo rococó, con una fuerte influencia de la porcelana de Meissen, pero bajo el reinado de Catalina II su estilo evolucionó hacia el neoclasicismo. Se denota entonces el influjo de la porcelana de Sèvres, aunque con un colorido más estridente. Las piezas de entonces destacan por la decoración con figuras de campesinos rusos elaborada por Jean Rachette, maestro modelador entre 1779 y 1804.
En 1760, se ideó en esta fábrica una nueva fórmula de pasta más elástica y transparente, así como un biscuit empleado preferentemente para las esculturas, con lo que se alcanzó una cota de calidad comparable a las mejores piezas coetáneas del resto de Europa. La mayor parte de la producción se centró en vajillas para la corte, en series que recibían distintos nombres, como Arabescos, Yájtinski, Gabinete imperial, Yusúpov, etc., cada uno con varios centenares de piezas.
En el siglo XIX la producción siguió una tónica semejante, con piezas de mesa y jarrones decorados con escenas de la historia de Rusia. La fábrica sobrevivió a la Revolución rusa de 1917 y pasó a llamarse Fábrica Estatal de Porcelanas de Petrogrado (en ruso: Государственный фарфоровый завод, romanización Gosudárstvenny Farfórovy Zavod). En 1925, fue rebautizada como Fábrica de Porcelana Lomonósov de Leningrado (en ruso: Ленинградский фарфоровый завод имени М. В. Ломоносова, romanización Leningradski Farfórovy Zavod ímeni M.V. Lomonósova), en honor de Mijaíl Lomonósov. En los años 1920, destacan las piezas decoradas en estilo suprematista por Nikolái Suetin, discípulo de Kazimir Malévich.
La fábrica fue privatizada en 1993 y, en 2002, fue adquirida por Nikolái Tsvetkov, presidente de Nikoil, quien en 2005 retomó el antiguo nombre de Fábrica Imperial de Porcelana.